# Greenstead Green and Halstead Rural
Greenstead Green and Halstead Rural is een civil parish in het bestuurlijke gebied Braintree, in het Engelse graafschap Essex. In 2001 telde het dorp 668 inwoners.